# 小泉忠五郎
小泉 忠五郎（こいずみ ちゅうごろう）は、江戸時代中期から後期の書肆の名跡。吉原遊廓の案内冊子「吉原細見」の編集・販売を手掛けた。

## 概要
江戸新吉原、あるいは浅草田町で書店を経営しており、その刊行物も吉原に関連するものに携わっている。延享3年（1746年）秋に鱗形屋孫兵衛より刊行された吉原細見に「改仕売所」として名が見られるようになり、他者と協業しつつ当初は鱗形屋版の改所を務める。明和7年（1770年）には鱗形屋から独立して自ら版元となっているが、安永4年（1775年）秋を最後に版元を停止し、蔦屋重三郎版となった吉原細見の改所として以後幕末に至るまで同業は続けられた。蔦屋版への小泉忠五郎参画については、蔦屋版刊行当初にその利権が吉原内で問題となったため、忠五郎が噛むことで平穏となったのだという。
遊女を題材とした錦絵本の刊行物には、富川房信『華よそほひ（吉原遊君百姿）』（明和2年刊）、鈴木春信『青楼美人合』（明和6年刊）がある。